# سیساک گابریلیان
سیساک آرمنی گابریلیان (ارمنی: Սիսակ Արմենի Գաբրիելյան؛ زادهٔ ۱۹ سپتامبر ۱۹۸۸) یک سیاستمدار اهل ارمنستان است که از تاریخ ۲۰۱۹ تا کنون سمت نمایندگی دوره‌های هفتم و هشتم مجلس ملی جمهوری ارمنستان را برعهده داشت.

## زندگی‌نامه
در ۱۹ سپتامبر ۱۹۸۸ در ایروان به دنیا آمد و از دانشگاه دولتی ایروان فارغ‌التحصیل شد. 